# El Manguito, Nayarit
El Manguito är en ort i Mexiko.   Den ligger i kommunen Santiago Ixcuintla och delstaten Nayarit, i den centrala delen av landet, 700 km väster om huvudstaden Mexico City. El Manguito ligger 822 meter över havet och antalet invånare är 154.
Terrängen runt El Manguito är kuperad åt sydväst, men åt nordost är den bergig. Runt El Manguito är det mycket glesbefolkat, med 5 invånare per kvadratkilometer. Närmaste större samhälle är La Jarretadera, 16,9 km väster om El Manguito. I omgivningarna runt El Manguito växer huvudsakligen savannskog.